# Palatino
Palatino är ett typsnitt skapat av Hermann Zapf 1949 för D. Stempel. Typsnittet har fått sitt namn efter Giambattista Palatino.